# Milena Duchková
Milena Duchková (n. 25 aprilie 1952, Praga, Cehoslovacia) este o sportivă ce a reprezentat Cehoslovacia, medaliată olimpică. A participat la 3 ediții ale Jocurilor Olimpice (1968, 1972, 1976) în care a câștigat o medalie de aur și o medalie de argint.